# Porta Eva
Porta Eva (ros. Врата Евы) – albańsko-rosyjski film fabularny z roku 2000 w reżyserii Alberta Mingi.

## Opis fabuły
Film nawiązuje do wydarzeń wiosny 1997, kiedy Albanię ogarnął gwałtowny kryzys ekonomiczno-społeczny. Opowieść o losach dwóch kobiet - Leny i Inxhi, które w poszukiwaniu lepszych warunków życia próbują uciec ze swojego kraju do Włoch.
Film realizowano w Durrës i w Fierze. W filmie wykorzystano utwory rosyjskiego zespołu Tridiziza.

## Obsada
- Irina Nizina jako Inxhi Mani (głos: Anila Karaj)
- Magdalena Wójcik jako Lena (głos: Luiza Xhuvani)
- Vangjel Toçe jako Pirat
- Ndriçim Xhepa jako David
- Neritan Liçaj